# Hoya-Gonzalo
Hoya-Gonzalo è un comune spagnolo situato nella comunità autonoma di Castiglia-La Mancia.